# Сидоровское сельское поселение (Марий Эл)
Си́доровское се́льское поселе́ние — муниципальное образование в Медведевском районе Марий Эл Российской Федерации.
Административный центр — деревня Сидорово (де-юре). Фактически администрация располагается в посёлке Нолька городского округа «Город Йошкар-Ола».
Площадь сельского поселения составляет 377,76 км².

## Население
| 2010  | 2011  | 2012  | 2013  | 2014  | 2015  | 2016  |
| ----- | ----- | ----- | ----- | ----- | ----- | ----- |
| 2191  | ↗2192 | ↗2248 | ↗2301 | ↗2348 | ↘2260 | ↘2194 |
| 2017  | 2018  | 2019  | 2020  | 2021  | 2023  |       |
| ↘2181 | ↘2115 | ↗2123 | ↗2167 | ↗2486 | ↘2432 |       |

## Состав сельского поселения
| №  | Населённый пункт | Тип населённого пункта          | Население |
| -- | ---------------- | ------------------------------- | --------- |
| 1  | Большая Ноля     | деревня                         | →321      |
| 2  | Загуры           | деревня                         | ↗135      |
| 3  | Зелёный          | посёлок                         | →202      |
| 4  | Новотроицк       | деревня                         | ↗535      |
| 5  | Светлый          | посёлок                         | →555      |
| 6  | Сидорово         | деревня, административный центр | ↗321      |
| 7  | Сосновый Бор     | посёлок                         | →80       |
| 8  | Студёнка         | посёлок                         | →175      |
| 9  | Устье Кундыш     | посёлок                         | →2        |
| 10 | Чернушка         | посёлок                         | →65       |
| 11 | Шап              | посёлок                         | →25       |